# Persone di nome Pompeo
| Questa pagina contiene informazioni ricavate automaticamente dalle voci biografiche con l'ausilio del template Bio e di un bot. L'aggiornamento è periodico e automatico e ricostruisce completamente la pagina. Se manca una persona in questa lista, sei pregato di non aggiungerla, ma accertati piuttosto che la sua voce biografica contenga il template Bio e che i dati anagrafici siano correttamente compilati. Se il template Bio manca, inseriscilo tu stesso o, in alternativa, metti l'avviso {{tmp\|Bio}} che ne segnala la mancanza. Se i dati riportati sono sbagliati, correggi direttamente la voce biografica; le modifiche saranno visibili in questa lista entro pochi giorni. Per chiarimenti vedi il progetto antroponimi. La lista contiene solo le 68 persone che sono citate nell'enciclopedia e per le quali è stato implementato correttamente il template Bio. Pagina aggiornata al 22 lug 2025. |

Questa è una lista di persone presenti nell'enciclopedia che hanno il nome Pompeo, suddivise per attività principale.

## Ammiragli(1)
- Pompeo Aloisi, ammiraglio, agente segreto e diplomatico italiano (Roma, n. 1875 - Roma, † 1949)

## Architetti(3)
- Pompeo Ferrari, architetto italiano (Roma, n. 1660 - Rydzyna, † 1736)
- Pompeo Pedemonte, architetto italiano (n. 1515 - Mantova, † 1592)
- Pompeo Schiantarelli, architetto italiano (Roma, n. 1746 - Napoli, † 1805)

## Arcivescovi cattolici(2)
- Pompeo Ghezzi, arcivescovo cattolico italiano (Gorgonzola, n. 1869 - Erba, † 1957)
- Pompeo Varese, arcivescovo cattolico e diplomatico italiano (Roma, n. 1624 - Parigi, † 1678)

## Avvocati(1)
- Pompeo Baldasseroni, avvocato e giurista italiano (Livorno, n. 1743 - Brescia, † 1807)

## Cardinali(3)
- Pompeo Aldrovandi, cardinale e arcivescovo cattolico italiano (Bologna, n. 1668 - Montefiascone, † 1752)
- Pompeo Arrigoni, cardinale e arcivescovo cattolico italiano (Roma, n. 1552 - Napoli, † 1616)
- Pompeo Colonna, cardinale italiano (Roma, n. 1479 - Napoli, † 1532)

## Compositori(1)
- Pompeo Cannicciari, compositore italiano (Roma, n. 1670 - Roma, † 1744)

## Condottieri(1)
- Pompeo Giustiniani, condottiero e scrittore italiano (Aiaccio, n. 1569 - Gorizia, † 1616)

## Danzatori(1)
- Pompeo Diobono, ballerino italiano (Milano)

## Diplomatici(1)
- Pompeo Lanza, diplomatico italiano (Capua - Bari, † 1559)

## Fondisti(1)
- Pompeo Fattor, fondista italiano (Zoldo Alto, n. 1933 - Belluno, † 2009)

## Giuristi(4)
- Pompeo Biondi, giurista italiano (Firenze, n. 1902 - † 1966)
- Pompeo Compagnoni, giurista e storico italiano (Macerata, n. 1602 - † 1675)
- Pompeo Molella, giurista italiano (Alatri - Roma, † 1608)
- Pompeo Neri, giurista e politico italiano (Castelfiorentino, n. 1706 - Firenze, † 1776)

## Imprenditori(1)
- Pompeo D'Ambrosio, imprenditore italiano (Campagna, n. 1917 - Caracas, † 1998)

## Ingegneri(1)
- Pompeo Targone, ingegnere italiano (Roma, n. 1575 - Milano, † 1630)

## Letterati(2)
- Pompeo Figari, letterato e presbitero italiano (Rapallo - Rapallo, † 1730)
- Pompeo Venturi, letterato, critico letterario e religioso italiano (Siena, n. 1693 - Ancona, † 1752)

## Magistrati(1)
- Pompeo Pedone, magistrato e senatore romano

## Medici(2)
- Pompeo Caimo, medico italiano (Udine, n. 1568 - Tissano, † 1631)
- Pompeo Della Barba, medico, letterato e filosofo italiano (Pescia, n. 1521 - † 1582)

## Militari(4)
- Pompeo Agrifoglio, militare e agente segreto italiano (Terni, n. 1889 - Palermo, † 1948)
- Pompeo Bariola, militare e politico italiano (Milano, n. 1824 - Pisa, † 1894)
- Pompeo di Campello, militare e politico italiano (Roma, n. 1874 - Spoleto, † 1927)
- Pompeo Gabrielli, militare e politico italiano (Roma, n. 1780 - Roma, † 1861)

## Musicologi(1)
- Pompeo Cambiasi, musicologo e politico italiano (Milano, n. 1840 - Montecatini Terme, † 1908)

## Nobili(1)
- Pompeo Strozzi, nobile e ambasciatore italiano (Mantova)

## Partigiani(1)
- Pompeo Colajanni, partigiano, politico e antifascista italiano (Caltanissetta, n. 1906 - Palermo, † 1987)

## Pittori(14)
- Pompeo Aldrovandini, pittore italiano (Bologna, n. 1677 - Roma, † 1735)
- Pompeo Batoni, pittore italiano (Lucca, n. 1708 - Roma, † 1787)
- Pompeo Borra, pittore italiano (Milano, n. 1898 - Milano, † 1973)
- Pompeo Calvi, pittore italiano (Milano, n. 1806 - Milano, † 1884)
- Pompeo Cesura, pittore, incisore e scultore italiano (L'Aquila - Roma, † 1571)
- Pompeo Fabri, pittore e restauratore italiano (Roma, n. 1874 - Roma, † 1959)
- Pompeo Fortini, pittore italiano (Bologna, n. 1847 - Bologna, † 1917)
- Pompeo Frigimelica, pittore italiano (Belluno, n. 1601 - Belluno, † 1669)
- Pompeo Ghitti, pittore italiano (Marone, n. 1631 - † 1703)
- Pompeo Landulfo, pittore italiano (Maddaloni, n. 1567 - Napoli, † 1627)
- Pompeo Mariani, pittore italiano (Monza, n. 1857 - Bordighera, † 1927)
- Pompeo Marino Molmenti, pittore italiano (Villanova di Motta di Livenza, n. 1819 - Venezia, † 1894)
- Pompeo Morganti, pittore italiano (Fano - Fano, † 1569)
- Pompeo Randi, pittore italiano (Forlì, n. 1827 - Forlì, † 1880)

## Politici(4)
- Pompeo Baldoni, politico italiano (Montecarotto, n. 1857 - Roma, † 1933)
- Pompeo Balzardi, politico italiano (Antrona Schieranco, n. 1898)
- Pompeo di Campello, politico italiano (Spoleto, n. 1803 - Spoleto, † 1884)
- Pompeo Probo, politico romano

## Religiosi(1)
- Pompeo Ugonio, religioso, bibliotecario e antiquario italiano (n. 1550 - Roma, † 1614)

## Scrittori(4)
- Pompeo Bettini, scrittore, drammaturgo e poeta italiano (Verona, n. 1862 - Milano, † 1896)
- Pompeo Calvia, scrittore e poeta italiano (Sassari, n. 1857 - Sassari, † 1919)
- Pompeo Colonna, scrittore, poeta e librettista italiano (Roma, † 1661)
- Pompeo Gherardo Molmenti, scrittore, storico e politico italiano (Venezia, n. 1852 - Roma, † 1928)

## Scultori(3)
- Pompeo Coppini, scultore italiano (Moglia, n. 1870 - San Antonio, † 1957)
- Pompeo Leoni, scultore e medaglista italiano (n. 1531 - Madrid, † 1608)
- Pompeo Marchesi, scultore italiano (Saltrio, n. 1783 - Milano, † 1858)

## Storici(2)
- Pompeo Angelotti, storico e vescovo cattolico italiano (Rieti, n. 1611 - Sezze, † 1667)
- Pompeo Litta Biumi, storico, militare e politico italiano (Milano, n. 1781 - Milano, † 1852)

## Tipografi(1)
- Pompeo Campana, tipografo italiano (Foligno, n. 1679 - Foligno, † 1743)

## Vescovi cattolici(4)
- Pompeo Compagnoni, vescovo cattolico e letterato italiano (Macerata, n. 1693 - Osimo, † 1774)
- Pompeo Coronini, vescovo cattolico italiano (Lubiana, n. 1582 - Trieste, † 1646)
- Pompeo Sarnelli, vescovo cattolico e storico italiano (Polignano a Mare, n. 1649 - Bisceglie, † 1724)
- Pompeo Zambeccari, vescovo cattolico e diplomatico italiano (Bologna, n. 1518 - Sulmona, † 1571)

## Senza attività specificata(2)
- Pompeo Iaquone, tecnico del suono italiano (Sora, n. 1975)
- Pompeo della Cesa, italiano (Milano - † 1610)